# 562 Саломія
562 Саломія (562 Salome) — астероїд головного поясу, відкритий 3 квітня 1905 року Максом Вольфом у Гейдельберзі.